# Ірличок оливковий
Ірличо́к оливковий (Piprites chloris) — вид горобцеподібних птахів родини тиранових (Tyrannidae). Мешкає в Південній Америці.

## Опис
Довжина птаха становить 12,5-15 см. Тім'я і спина яскраво-оливкові, потилиця сіра. Щоки і лоб жовтуваті або сірі, в залежності від підвиду, горло жовте або оливово-зелене, живіт оливково-зелений або білуватий. На крилах чорні і білі смужки.

## Підвиди
Виділяють сім підвидів:
- P. c. antioquiae Chapman, 1924 — північ Центрального хребта Колумбійських Анд (Антіокія);
- P. c. perijana Phelps & Phelps Jr, 1949 — гори Сьєрра-де-Періха (на кордоні Колумбії і Венесуели);
- P. c. tschudii (Cabanis, 1874) — від південно-східної Колумбії до центрального Перу і північно-західної Бразилії;
- P. c. chlorion (Cabanis, 1847) — південно-східна Колумбія, Гвіана і північ Бразильської Амазонії;
- P. c. grisescens Novaes, 1964 — північ центральної Бразилії (східна Пара);
- P. c. boliviana Chapman, 1924 — південний захід Бразильської Амазонії і північна Болівія;
- P. c. chloris (Temminck, 1822) — південно-східна Бразилія (на південь від південної Баїї), схід Парагваю і північний схід Аргентини (Місьйонес).

## Поширення й екологія
Оливкові ірлички мешкають в Колумбії, Еквадорі, Перу, Болівії, Бразилії, Венесуелі, Гаяні, Суринамі, Французькій Гвіані, Парагваю і Аргентині. Вони живуть в середньому і верхньому ярусах вологих рівнинних і гірських тропічних лісів, на висоті до 2000 м над рівнем моря, переважно на висоті до 1300 м над рівнем моря. Іноді приєднуються до змішаних зграй птахів.